# Koba Gogoladze
Koba Gogoladze (ur. 7 stycznia 1973 w Poti) – gruziński bokser.

## Życiorys
Uczestniczył w Letnich Igrzyskach Olimpijskich w Atlancie w 1996. Odpadł w ćwierćfinale przegrywając pojedynek z Leonardem Dorofteiem. Wywalczył brązowy medal podczas Mistrzostw Świata w Boksie w  1997, oraz srebrny medal podczas Mistrzostw Europy w Boksie w 1998.

## Osiągnięcia

### Letnie Igrzyska Olimpijskie 1996

#### Boks
| Konkurencja         | 1/16 finału      | 1/8 finału            | Ćwierćfinały            | Półfinały        | Finał            | Pozycja | Źródło |
| Konkurencja         | Przeciwnik Wynik | Przeciwnik Wynik      | Przeciwnik Wynik        | Przeciwnik Wynik | Przeciwnik Wynik | Pozycja | Źródło |
| ------------------- | ---------------- | --------------------- | ----------------------- | ---------------- | ---------------- | ------- | ------ |
| waga lekka do 60 kg | Ri Chol W 17-9   | Julio González W 14-9 | Leonard Doroftei P 8-17 | NQ               | NQ               | 8.      | [ 1 ]  |

### Mistrzostwa Świata w Boksie 1997

#### Boks
| Konkurencja         | 1/32 finału            | 1/16 finału           | 1/8 finału       | Ćwierćfinały                                          | Półfinały                   | Finał            | Pozycja | Źródło |
| Konkurencja         | Przeciwnik Wynik       | Przeciwnik Wynik      | Przeciwnik Wynik | Przeciwnik Wynik                                      | Przeciwnik Wynik            | Przeciwnik Wynik | Pozycja | Źródło |
| ------------------- | ---------------------- | --------------------- | ---------------- | ----------------------------------------------------- | --------------------------- | ---------------- | ------- | ------ |
| waga lekka do 60 kg | Mohamed Allalou W 13-6 | Albert Starikov W 8-5 | Jose Cruz W 14-3 | Leonard Doroftei W 11-11 (wygrana po decyzji sędziów) | Tumentsetseg Uitumen P 15-7 | NQ               | 3.      | [ 2 ]  |

### Mistrzostwa Świata w Boksie 1998

#### Boks
| Konkurencja         | 1/8 finału             | Ćwierćfinały               | Półfinały             | Finał            | Pozycja | Źródło |
| Konkurencja         | Przeciwnik Wynik       | Przeciwnik Wynik           | Przeciwnik Wynik      | Przeciwnik Wynik | Pozycja | Źródło |
| ------------------- | ---------------------- | -------------------------- | --------------------- | ---------------- | ------- | ------ |
| waga lekka do 60 kg | Albert Starikov W 12-1 | Sergey Ostroshapkin W 10-6 | Artur Gevorkyan W 5-4 | Kay Huste P 2-0  | 2.      | [ 3 ]  |